# Élections législatives allemandes de 1936
Les onzièmes élections fédérales allemandes ont lieu le 29 mars 1936. 

## Contexte

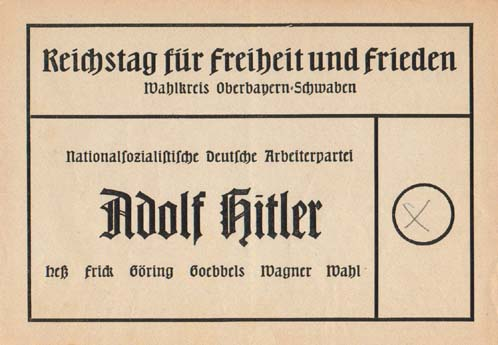
Un bulletin de vote ne proposant qu'une seule liste.

Organisées par le régime nazi, ce ne sont pas des élections libres. L'objectif du vote et du référendum est d'obtenir le soutien populaire à la remilitarisation de la Rhénanie et d'approuver une liste de candidats à la députation issus du parti unique, le NSDAP (ainsi que des candidats officiellement indépendants, dits « invités »). Comme aux élections précédentes de novembre 1933, celles-ci se caractérisent par le taux de participation élevé (officiellement 99,0 %), l'intimidation des électeurs et un résultat massivement à sens unique, avec 98,8 % de « oui ».
Lors d'une opération publicitaire, certains électeurs ayant voté ont pu voler à bord du dirigeable LZ 127 Graf Zeppelin et du dirigeable LZ 129 Hindenburg, au-dessus du Rhin. Pendant quatre jours, les deux appareils assurent également des vols en tandem au-dessus des défilés militaires en larguant des prospectus, en diffusant de la musique et des discours à partir d'un studio de radio monté à bord.
Le nouveau Reichstag est composé de 722 députés issus du NSDAP et de 19 sympathisants officiellement désignés comme « invités » sans parti. Il se réunit le 30 janvier 1937 et réélit Hermann Göring président.

## Résultats
|                           |                                                                  |            |       |      |        |     |  |  |  |
| Parti                     | Parti                                                            | Voix       | %     | +/-  | Sièges | +/- |  |  |  |
|                           | Parti national-socialiste des travailleurs allemands et affiliés | 44 462 458 | 98,80 | 6,69 | 741    | 80  |  |  |  |
| Votes « Contre »          | Votes « Contre »                                                 | 540 244    | 1,20  |      |        |     |  |  |  |
| Votes blancs et invalides |                                                                  | 540 244    | 1,20  |      |        |     |  |  |  |
| Total                     | Total                                                            | 45 002 702 | 100   | –    | 741    | 80  |  |  |  |
| Abstentions               | Abstentions                                                      | 452 515    | 1,00  |      |        |     |  |  |  |
| Inscrits / participation  | Inscrits / participation                                         | 45 455 217 | 99,00 |      |        |     |  |  |  |